# Жог
Жог — деревня в Осьминском сельском поселении Лужского района Ленинградской области.

## История
Впервые упоминается в писцовых книгах Шелонской пятины 1498 года, как деревня на Жогу на Чёрном озере в Сумерском погосте Новгородского уезда.
Деревня Жог, состоящая из 22 крестьянских дворов, обозначена на карте Санкт-Петербургской губернии Ф. Ф. Шуберта 1834 года.

ЖОГ — деревня принадлежит её величеству, число жителей по ревизии: 81 м. п., 85 ж. п. (1838 год)

Деревня Жог отмечена на карте профессора С. С. Куторги 1852 года.

ЖЕГ — деревня Гдовского её величества имения, по просёлочной дороге, число дворов — 23, число душ — 83 м. п. (1856 год)

ЖОГ — деревня удельная при озере Чёрном, число дворов — 29, число жителей: 77 м. п., 79 ж. п. (1862 год)

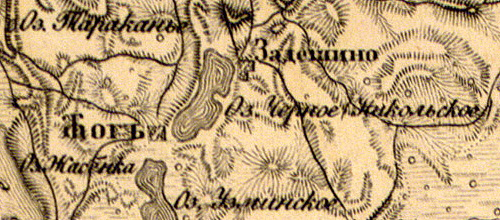
Деревня Жог на карте 1863 года

В XIX — начале XX века деревня административно относилась к Осьминской волости 2-го земского участка 1-го стана Гдовского уезда Санкт-Петербургской губернии.
По данным «Памятной книжки Санкт-Петербургской губернии» за 1905 год деревня называлась Жег и входила в Жеговское сельское общество.
С 1917 по 1919 год деревня Жог входила в состав Осьминской волости Гдовского уезда.
С 1920 года, в составе Самровской волости.
С 1922 года, в составе Задейшинского сельсовета Осьминской волости Кингисеппского уезда.

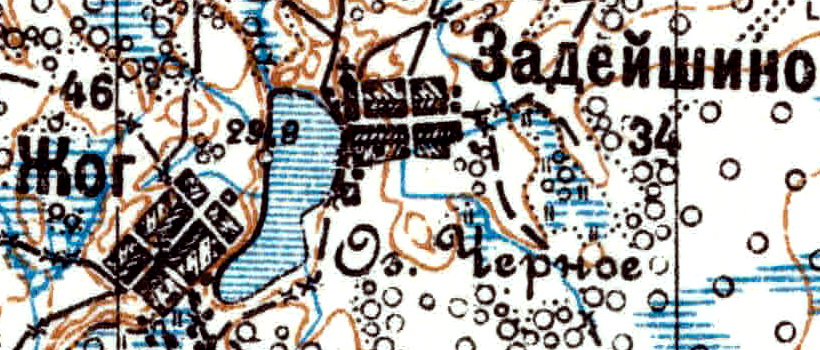
Деревня Жог карте 1926 года

Согласно топографической карте 1926 года деревня насчитывала 46 крестьянских дворов, в центре деревни находилась часовня.
С 1927 года, в составе Осьминского района.
В 1928 году население деревни Жог составляло 214 человек.
По данным 1933 года деревня Жог входила в состав  Задейщинского сельсовета Осьминского района.
По данным 1936 года деревня Жог была административным центром сельсовета Задейщинского сельсовета, в который входили 7 населённых пунктов, 107 хозяйств и 4 колхоза.
C 1 августа 1941 года по 31 января 1944 года деревня находилась в оккупации.
С 1961 года, в составе Рельского сельсовета Сланцевского района.
С 1963 года, в составе Лужского района.
В 1965 году население деревни Жог составляло 32 человека.
По данным 1966, 1973 и 1990 годов деревня Жог также входила в состав Рельского сельсовета Лужского района.
В 1997 году в деревне Жог Рельской волости проживали 22 человека, в 2002 году — 20 человек (русские — 95 %).
В 2007 году в деревне Жог Осьминского СП проживали 10 человек.

## География
Деревня расположена в западной части района к югу от автодороги 41К-020 (Сижно — Осьмино).
Расстояние до административного центра поселения — 18 км.
Расстояние до ближайшей железнодорожной станции Молосковицы — 87 км.
Деревня находится на западном берегу Чёрного озера.

## Демография
| 1838 | 1862 | 1928 | 1965 | 1997 | 2007 | 2010 |
| ---- | ---- | ---- | ---- | ---- | ---- | ---- |
| 166  | ↘156 | ↗214 | ↘32  | ↘22  | ↘10  | ↗18  |
| 2017 |      |      |      |      |      |      |
| ↘7   |      |      |      |      |      |      |

## Улицы
Садовая.